# Guy Motors
Guy Motors Ltd war ein britischer Fahrzeughersteller. Das Unternehmen produzierte PKW, Lastkraftwagen, Busse und Trolleybusse.

## Unternehmensgeschichte

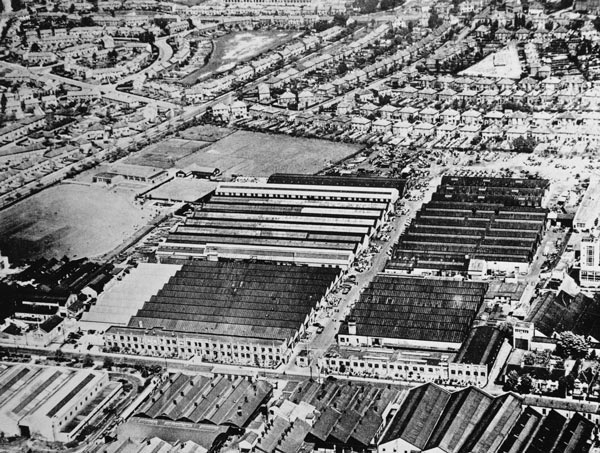
Luftaufnahme des Werkes in Fallings Park, Wolverhampton, 1920

Das Unternehmen wurde 1914 von Sidney Slater Guy gegründet. Guy war bis dahin Produktionsleiter beim nahegelegenen Automobilhersteller Sunbeam gewesen. Die Produktionsgebäude wurden in Fallings Park, Wolverhampton, erbaut. Erstes Erzeugnis des neuen Unternehmens war ein leichter Lkw, dessen Chassis aus einem Pressstahlrahmen bestand. Diese Konstruktion brachte eine erhebliche Gewichtseinsparung gegenüber den bis dahin verbauten schweren Rahmen aus Walzstahl mit sich.
Während des Ersten Weltkrieges produzierte das Unternehmen Sternmotoren für Flugzeuge, Lkw-Motoren und in Lizenz von Maudslay Fahrzeuggetriebe. Gleichzeitig wurde das Unternehmen größter Hersteller von Zündern für Munition.
Nach Kriegsende verlegte sich das Unternehmen auf die Produktion von Luxusautomobilen. Nach einem Entwurf von R. H. Rose, der ebenfalls von Sunbeam gekommen war, entstand der erste britische V-8-Motor. Der Motor hatte einen Hubraum von 4,072 l und besaß seitliche Ventile. Von dem Fahrzeug wurden ungefähr 25 Stück hergestellt. 1922 wurde die Produktpalette durch ein kleineres Fahrzeug mit einem Vierzylindermotor mit 2,465 l Hubraum und einer Leistung von 16,9 bhp ergänzt. Beide Modelle waren sehr teuer in der Anschaffung, was die Absatzchancen insbesondere für ein neu auf dem Markt auftretendes Unternehmen verminderte. Daher wurde ab 1924 ein billigeres Modell mit einem in Lizenz von Coventry Climax hergestellten Motor produziert. Der Motor hatte einen Hubraum von 1,954 l. Von den kleinen Vierzylinder-Modellen wurden ungefähr 110 Stück hergestellt. Um den Absatzmarkt zu erweitern, kaufte Guy 1928 die Star Motor Company auf. Es gelang jedoch nicht, den Betrieb profitabel zu gestalten, so dass Star 1932 geschlossen wurde.

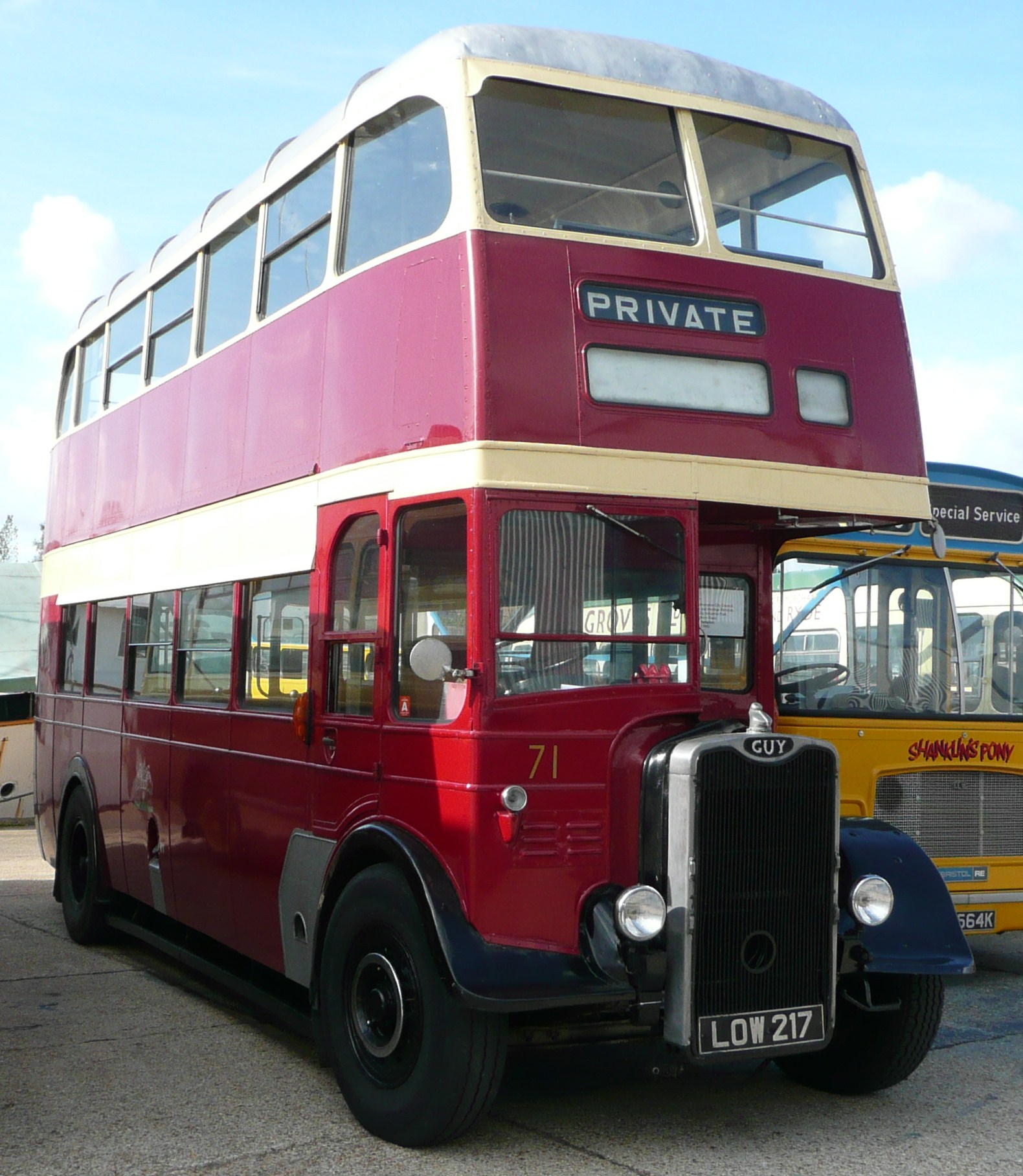
Guy Arab III, Baujahr 1954

Ab Mitte der 1930er Jahre profitierte das Unternehmen von staatlichen Rüstungsprogrammen. Guy entwickelte und produzierte militärische Fahrzeuge. Während des Zweiten Weltkrieges baute das Unternehmen jedoch vorwiegend Busse. Kriegsbedingt sank der Absatz von Pkw, was zu einer höheren Nachfrage nach Bussen führte. Guy konnte zwischen 1942 und 1945 mehr als 2000 Fahrgestelle für Doppeldeckerbusse produzieren. Die Herstellung von Bussen blieb auch in den nachfolgenden Jahrzehnten das Hauptgeschäftsfeld von Guy, dabei exportierte das Unternehmen einen großen Teil seiner Produktion. Hauptabsatzmärkte waren Südafrika, Pakistan und die Niederlande. Kostspielige Forschungs- und Entwicklungsarbeiten konnten jedoch nicht in einen entsprechenden Unternehmensgewinn umgesetzt werden. Obwohl Guy nach dem Krieg auch die Produktion schwerer Lkw wieder aufgenommen hatte, befand sich das Unternehmen während der 1950er Jahre in finanziellen Schwierigkeiten, was am Ende des Jahrzehnts zur Ernennung eines Konkursverwalters führte. Insbesondere die hohen Entwicklungskosten des Guy Wulfrunian mit seiner außergewöhnlichen Motoranordnung vorn, von dem nur 137 Stück abgesetzt werden konnten, hatten zur schwierigen Lage beigetragen. Der Unternehmensgründer Sidney Guy war 1957 in den Ruhestand getreten.
Das Geschäft wurde 1961 von Jaguar aufgekauft. Der Unternehmensname  wurde in Guy Motors (Europe) Ltd geändert, 1966 erhielt das Unternehmen jedoch seine alte Firma zurück, als Jaguar Teil der British Motor Holdings wurde. Die Produktion von Bussen endete 1964. Im gleichen Jahr hatte Guy die Entwicklung einer neuen Generation schwerer Lkw abgeschlossen. Für den Einbau eines V-6-Motors von Cummins konzipiert, wurden die für den schnellen Autobahnverkehr vorgesehenen Modelle auch als Big J bekannt.
Im Jahr 1968 fusionierten die British Motor Holdings und die Leyland Motor Corporation zur British Leyland Motor Corporation. Die Produktion in Wolverhampton wurde zunächst fortgeführt, allerdings sanken die Absatzzahlen sowohl auf dem heimischen als auch den Exportmärkten immer weiter ab. Guy produzierte daher Sattelzugmaschinen von Scammell, um die Fabrik besser auszulasten. 1978 wurde das Werk schließlich geschlossen.
Ein Teil der Produkte wurde von Leyland unter eigenem Namen weiter vertrieben, so zum Beispiel der Leyland Victory Mk 2-Bus, der auf dem Victory-J-Chassis von Guy beruhte. Obwohl seit 1964 kein Bus mit dem charakteristischen Indianerkopf als Kühlerfigur die Werkshallen verlassen hatte, waren die Victory 2 anhand des auf dem Gaspedal eingegossenen G eindeutig als Entwicklung von Guy zu identifizieren. Die Lkw der J-Serie wurden bis 1978 hergestellt und ebenfalls unter dem Namen Leyland vertrieben. Da Leyland aufgrund der zahlreichen Übernahmen und Fusionen viele ähnliche Modelle im Programm hatte, wurde die Produktion zugunsten anderer Typen eingestellt.

## Modelle

### Pkw
- 20 hp, 1919–1923, V-8
- 16.9 hp, 1922–1924, V-4
- 13/36, 1924–1925, V-4 Coventry Climax

### Busse / Trolleybusse
- B series – dreiachsige Doppeldeckerbusse / -trolleybusse, Frontlenker und Langhauber
- C series – dreiachsige Doppeldeckerbusse / -trolleybusse, Frontlenker und Langhauber
- Arab Mk I/II/III/IV/V – Doppeldeckerbus mit vorn liegendem Motor
- Arab UF/LUF – Eindeckerbus mit Unterflur-Motor
- Wolf – Eindeckerbus mit vorn stehendem Motor, Kurzhauber / Langhauber
- Vixen – Eindeckerbus mit vorn stehendem Motor, Kurzhauber / Langhauber
- Warrior UF – Eindeckerbus mit Unterflur-Motor
- Warrior Trambus – Eindeckerbus mit vorn liegendem Motor
- Wulfrunian – Doppeldeckerbus mit vorn liegendem Motor
- Victory UF – Eindeckerbus mit Unterflur-Motor
- Victory J – Eindeckerbus mit vorn liegendem Motor

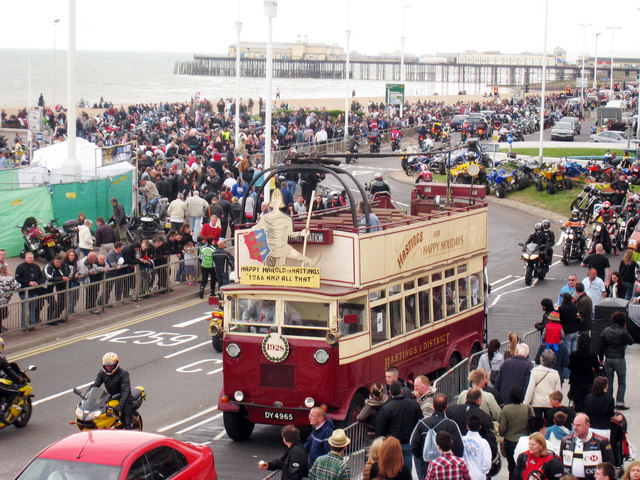
Guy BT
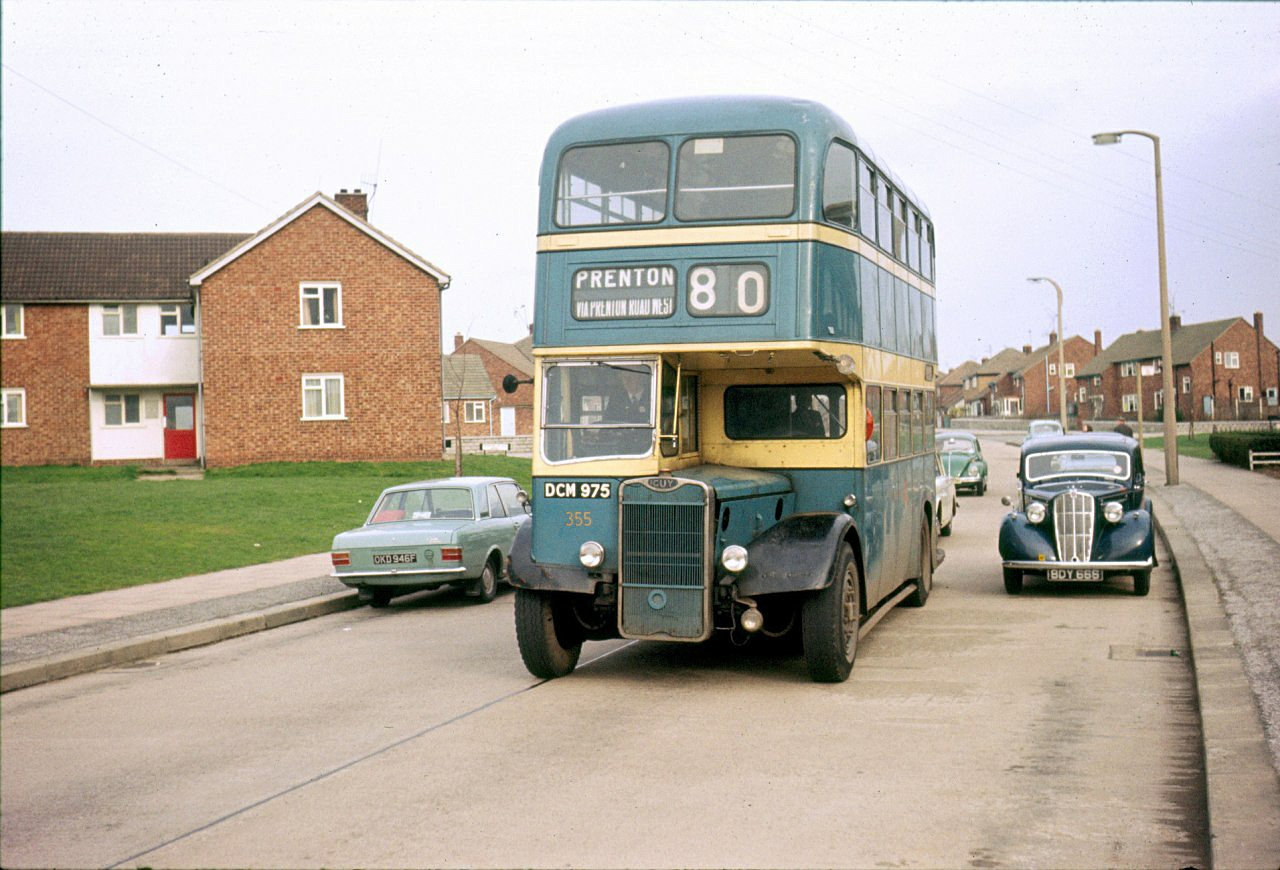
Guy Arab II mit Aufbau von Massey
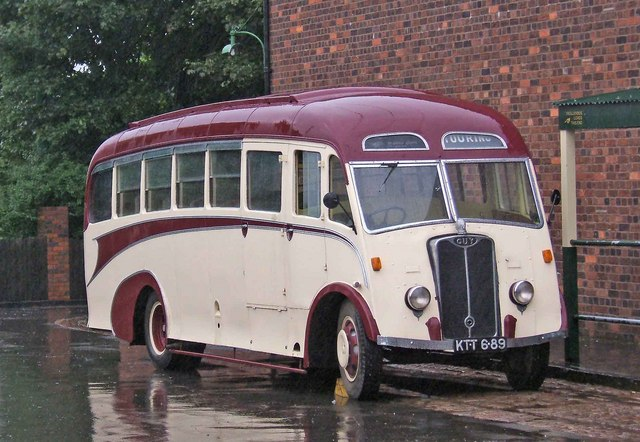
Guy Vixen mit Reisebus-Aufbau, Baujahr 1948
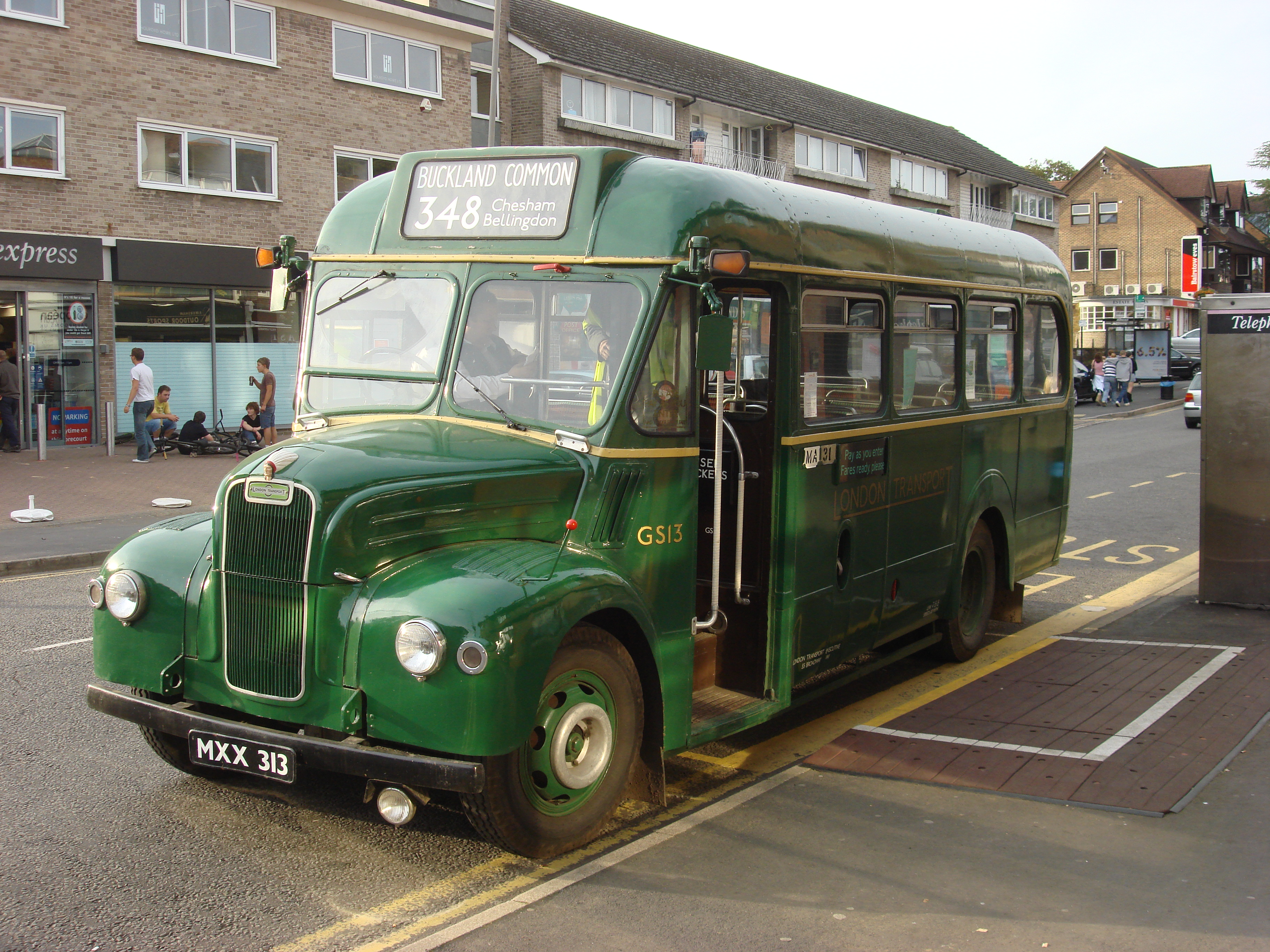
Guy Vixen Special in London
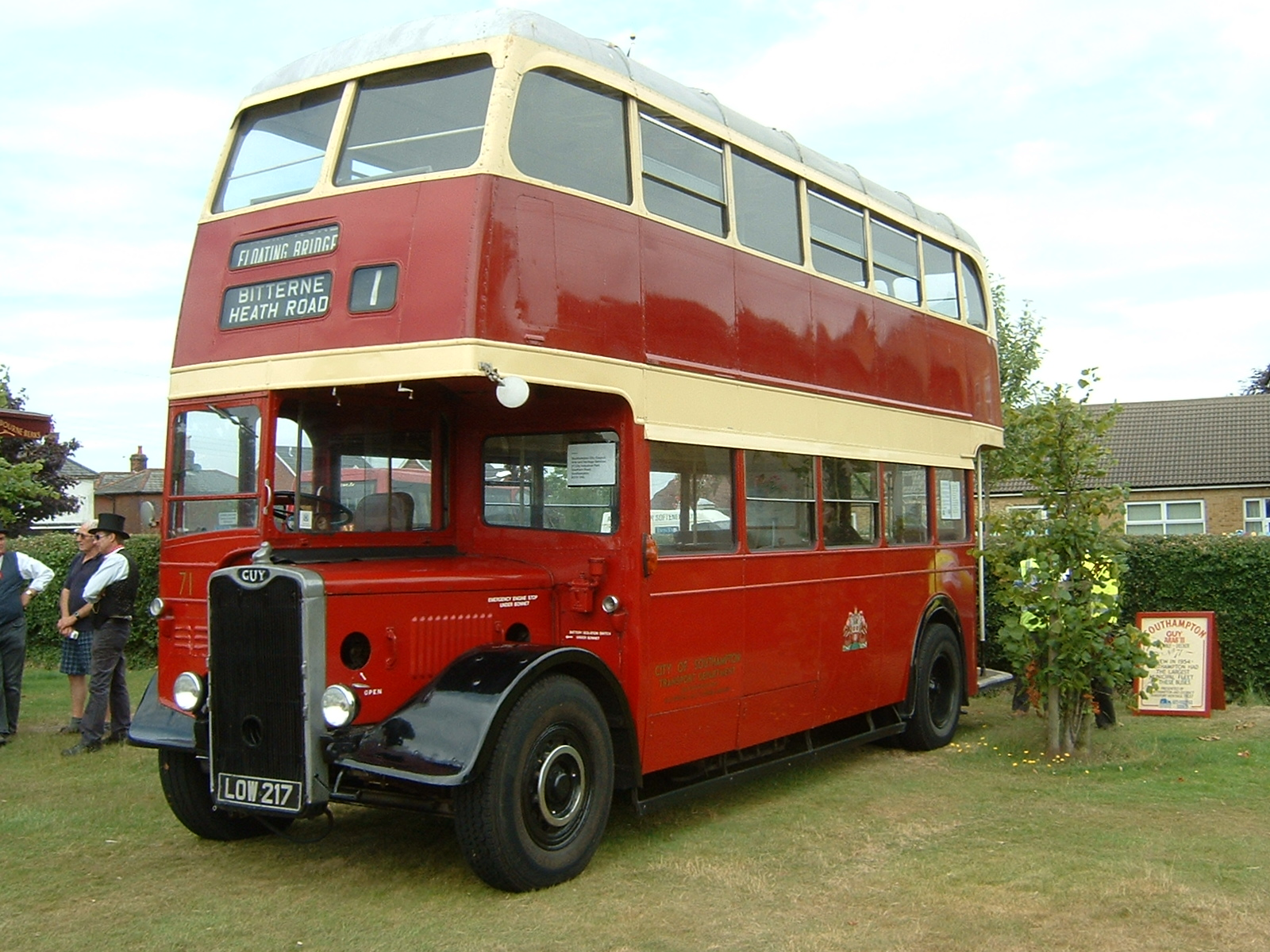
Guy Arab III
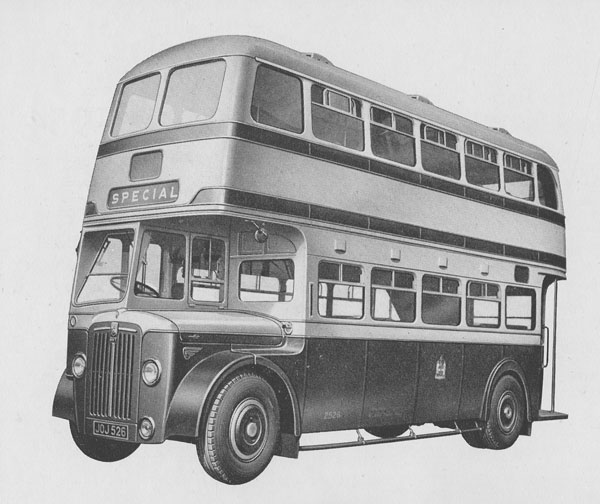
Guy Arab IV
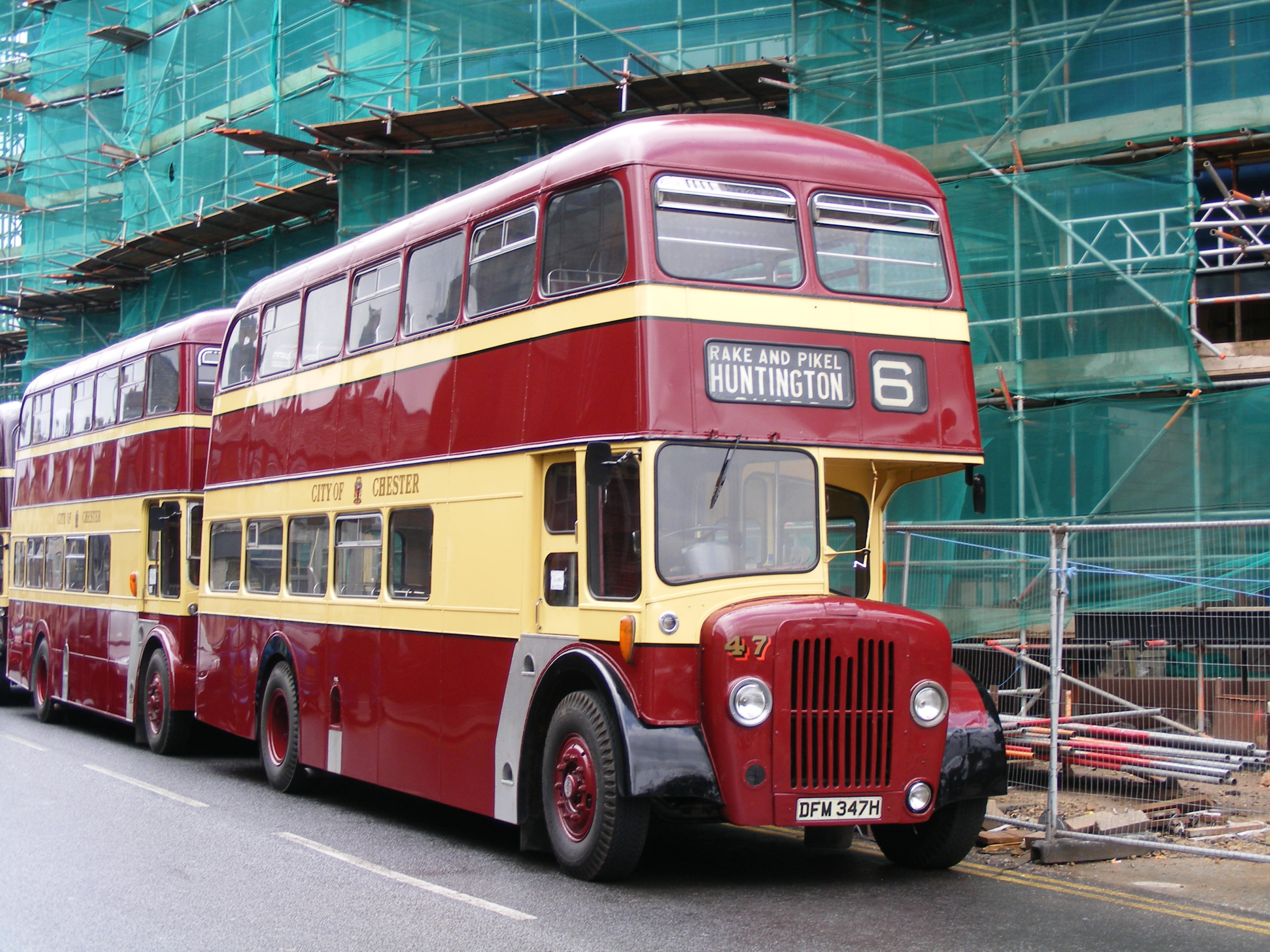
Guy Arab V mit Aufbau von Northern Counties

### Lkw und Sonderfahrzeuge
- Guy Armoured Car – gepanzertes Aufklärungsfahrzeug
- Lizard – gepanzertes Führungsfahrzeug
- Wolf – leichter Lkw, Frontlenker und Kurzhauber
- Vixen – leichter Lkw, Frontlenker und Kurzhauber
- Otter – leichter Lkw, Frontlenker und Kurzhauber
- Ant – Lkw 0,75 t, 4×2, Transport-Lkw und Funkwagen, aus Vixen / Otter weiterentwickelt
- Quad-Ant – Lkw 0,75 t 4×4, Artilleriezugmaschine und Transport-Lkw
- Warrior – dreiachsiger schwerer Lkw und zweiachsige Zugmaschine, Frontlenker und Kurzhauber
- Invincible – schwerer Lkw, Zwei-, Drei- und Vierachser, Frontlenker und Kurzhauber
- J series (Big J)

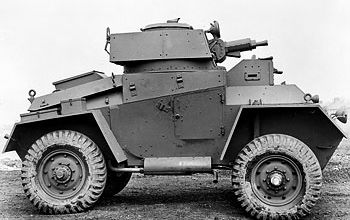
Guy Armoured Car Mk I
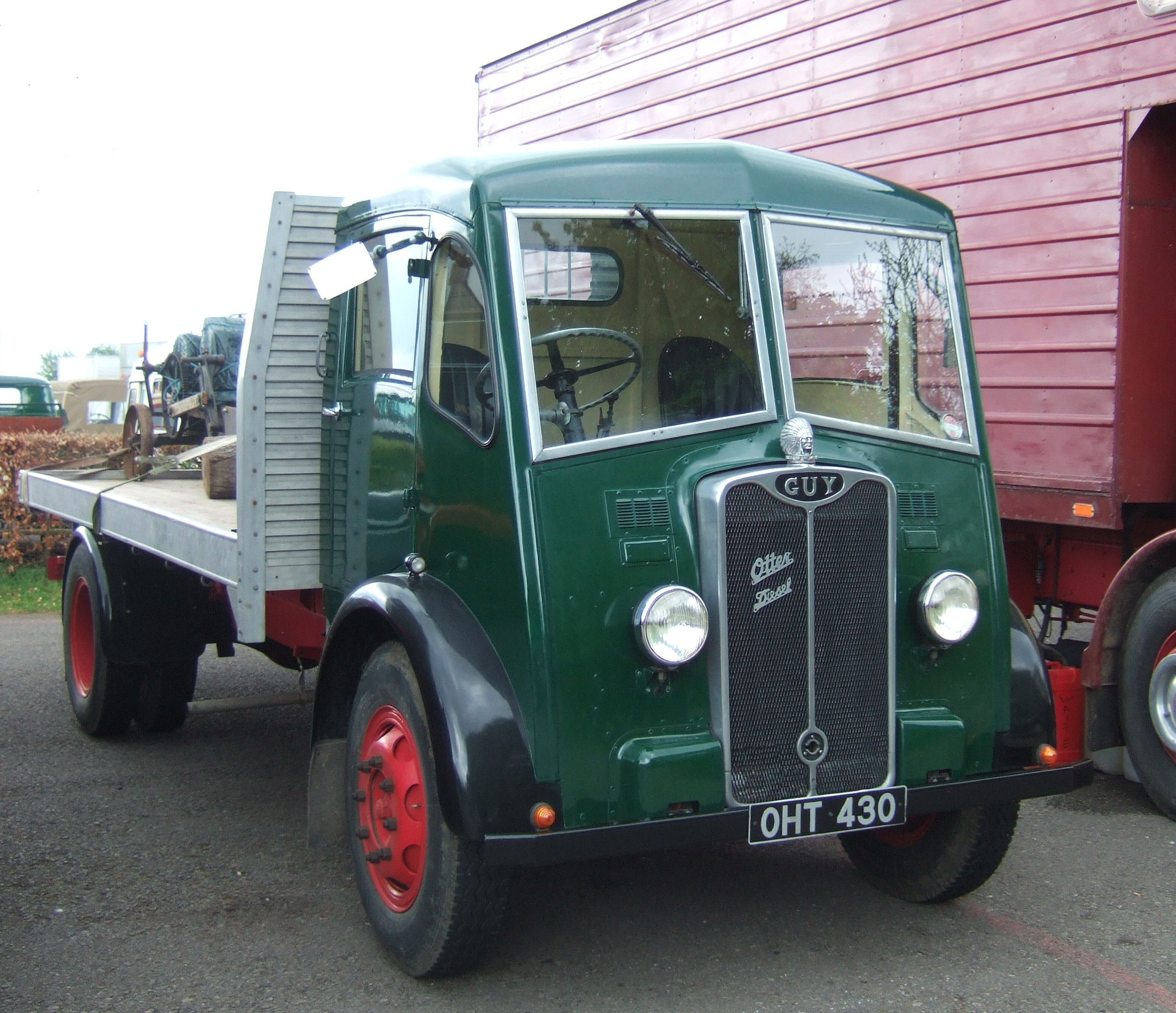
Guy Otter
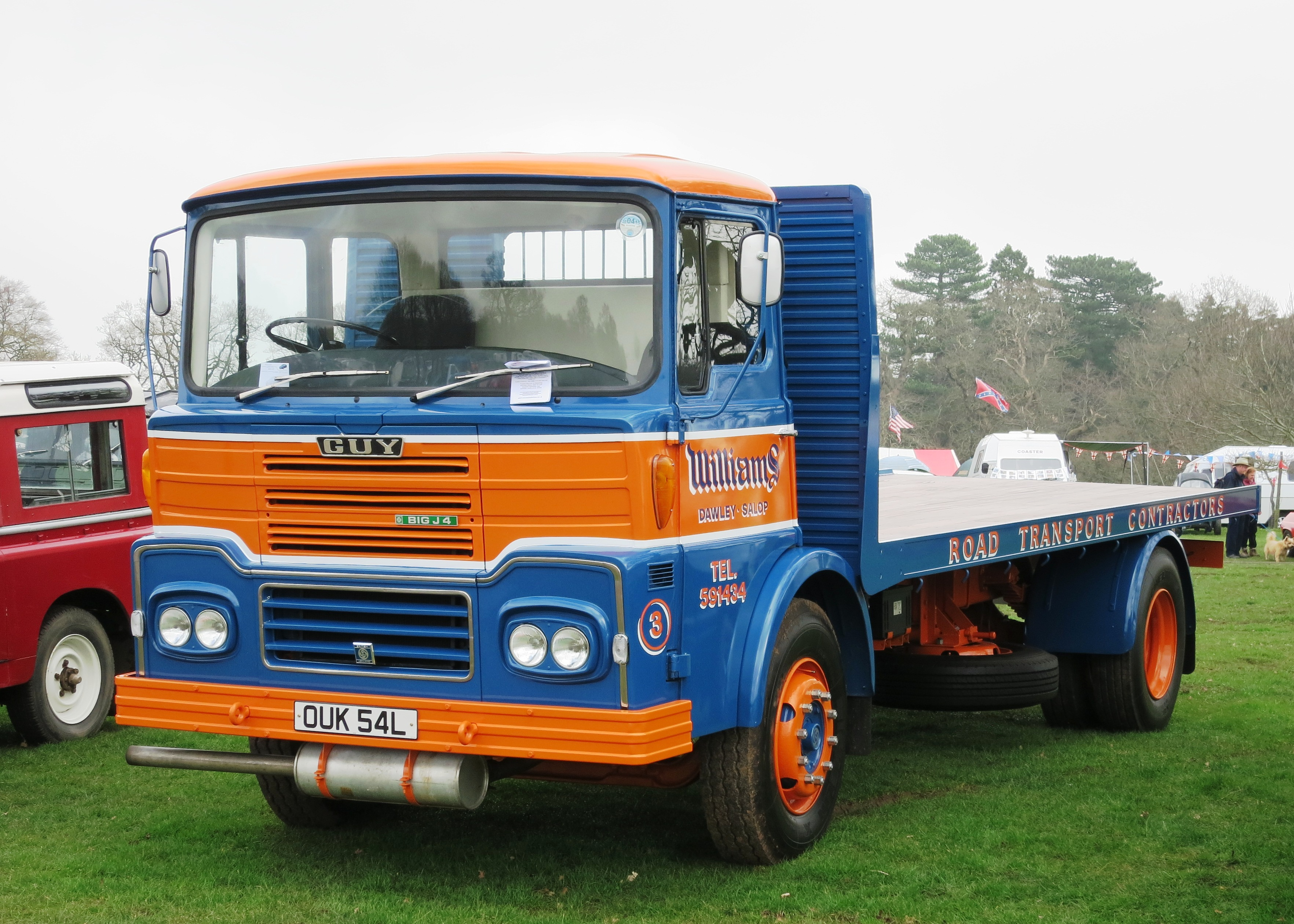
Guy Big J 4